# 남창

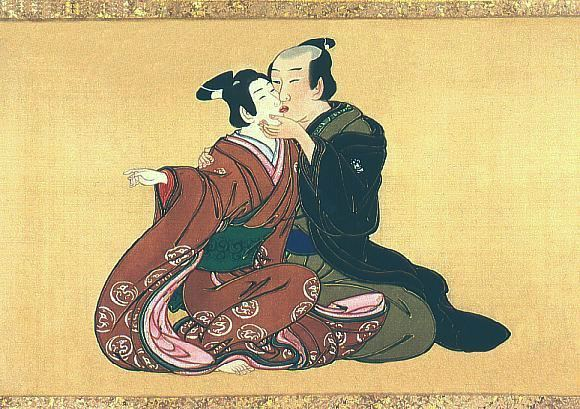
미야가와 이쇼, 사무라이가 남자 배우에게 키스하다, 1750년경

남창(男娼)은 성매매에 종사하는 남성을 말한다. 나이는 소년에서, 청년, 성인까지 모든 연령 범위이다. 동성애인 경우도 있고 남성이 여성에게 성매매를 하는 경우도 있다.

## 같이 보기
- 성매매